# Princeton University

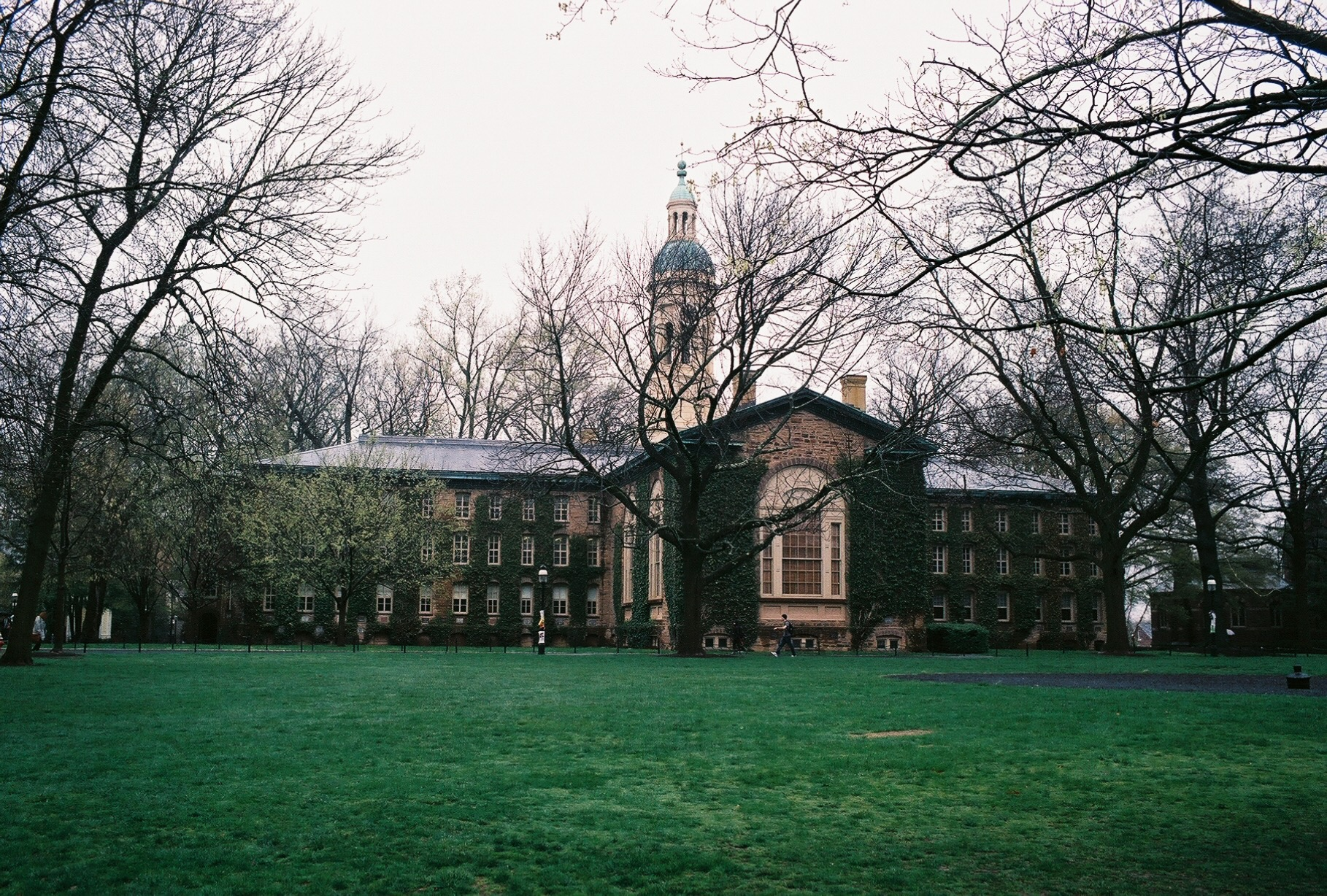
Die Nassau Hall, ältestes Gebäude auf dem Campus (1756)

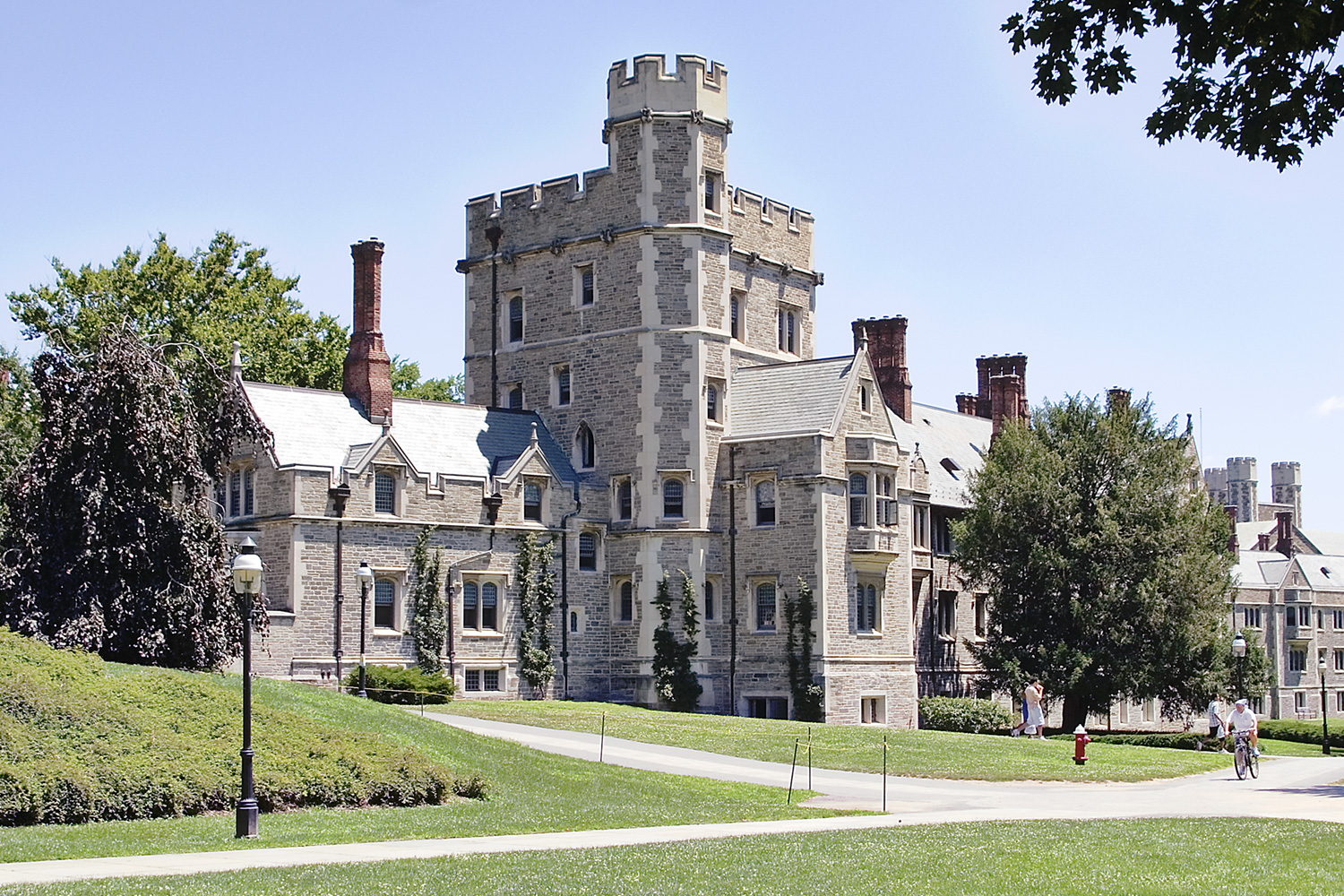
Die Blair Hall (1896)

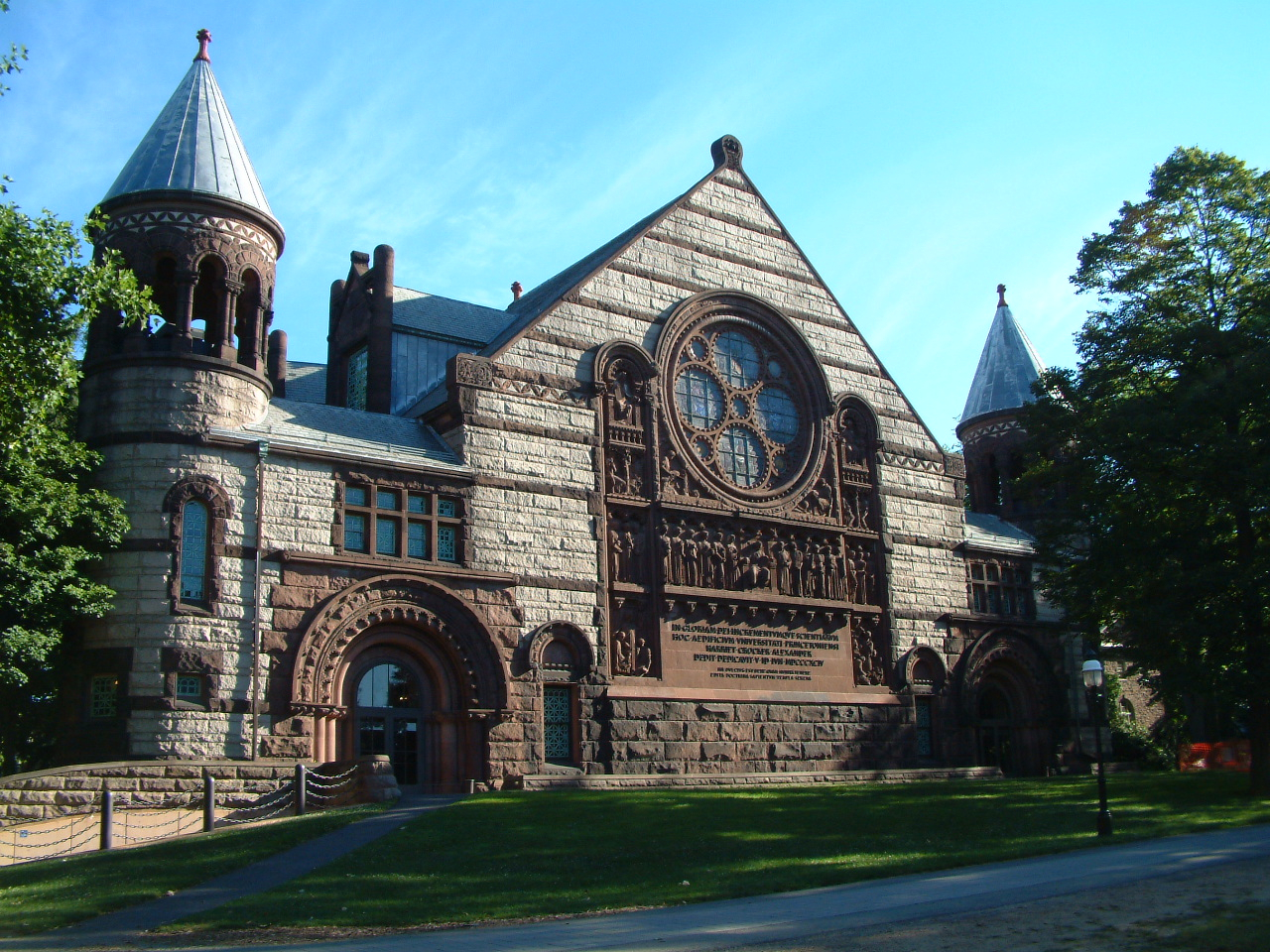
Das Konzerthaus der Universität, die Alexander Hall (1894)

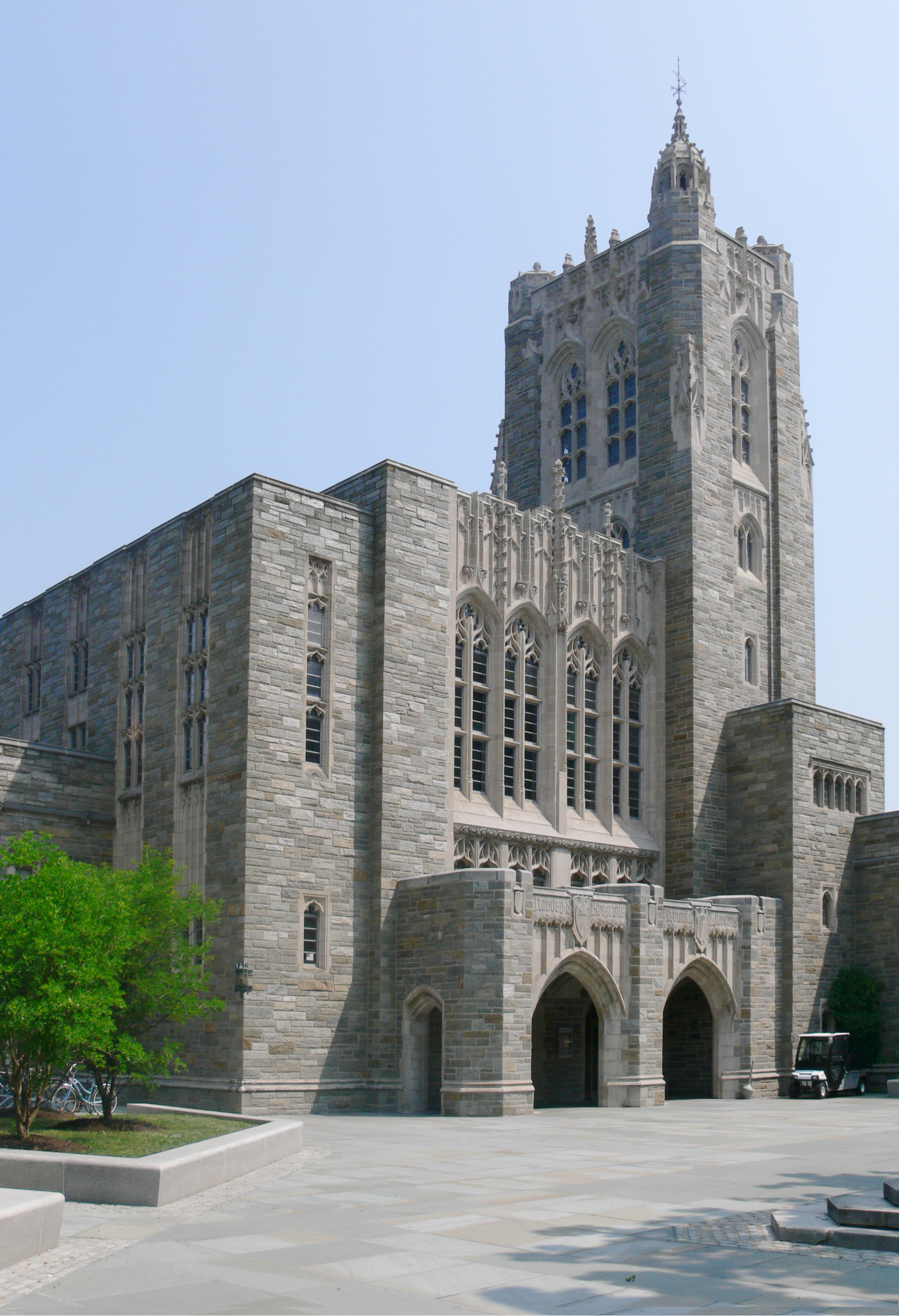
Die Firestone Library (1948)

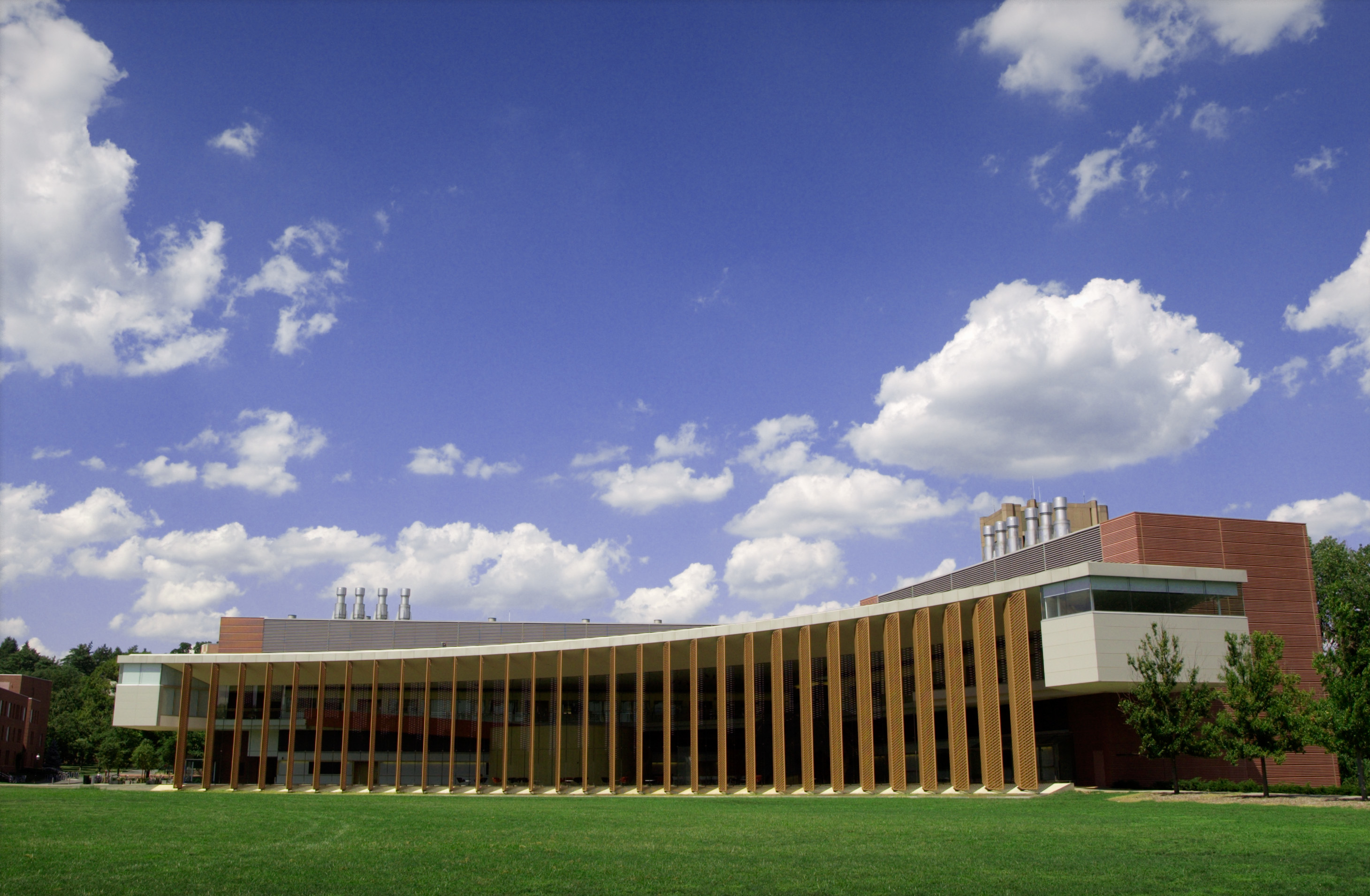
Carl C. Icahn Laboratory (2005; Die großen Lamellen dienen der Beschattung, sie folgen dem Stand der Sonne)

Die Princeton University ist eine in der Stadt Princeton im US-Bundesstaat New Jersey gelegene Privatuniversität. Sie ist die viertälteste Universität der Vereinigten Staaten und Gründungsmitglied der Association of American Universities, eines seit 1900 bestehenden Verbandes führender forschungsintensiver nordamerikanischer Universitäten, sowie der sogenannten „Ivy League“.
Mit den Universitäten Yale, Columbia und Harvard gehört sie zu den angesehensten und reichsten Universitäten der Welt. Sie hat das weltweit größte Pro-Kopf-Vermögen einer Universität überhaupt. Der Vermögenswert belief sich im Jahr 2021 auf 37,70 Milliarden US-Dollar (2015: 21 Mrd. $, 2020: 26,56 Mrd. $). Er geht maßgeblich auf Spenden von Alumni zurück.
Im Jahr 1930 wurde in Princeton das Institute for Advanced Study (IAS) ins Leben gerufen, das vor allem auch als letzte akademische Wirkungsstätte Albert Einsteins internationale Bekanntheit erlangte. Im Zentrum des Forschungsinstituts steht der Wille zum unabhängigen Forschen. Das Institut steht ausschließlich Wissenschaftlern der Doktoratsstufe offen. Es ist zwar mit der Princeton University assoziiert und kooperiert eng mit ihr, bleibt aber doch unabhängig und finanziert sich eigenständig.
Insgesamt 43 Nobelpreisträger, zehn Turing-Award-Rezipienten und 209 Rhodes-Stipendiaten studierten an der Universität. Des Weiteren wurden zwei Präsidenten der Vereinigten Staaten, zwölf Richter des Obersten Gerichtshof der Vereinigten Staaten und Staatsoberhäupter aus aller Welt an der Institution instruiert.

## Geschichte
Die Gründung erfolgte am 22. Oktober 1746 durch Jonathan Dickinson, Aaron Burr und weiteren presbyterianischen Anhängern der Erweckungsbewegung des „Great Awakening“ mit Aufsetzung der Gründungscharta als „College of New Jersey“. Damals befand sich das College für ein Jahr in Elizabeth und anschließend neun Jahre in Newark. Im Jahre 1756 wurde das College nach Princeton verlegt, der Name wurde aber vorerst beibehalten. Es war in der neu erbauten „Nassau Hall“ untergebracht, auf dem Land, das eine Schenkung von Nathaniel FitzRandolph war. „Nassau Hall“ beherbergte das gesamte College für ein halbes Jahrhundert. Erst 1896 wurde das College aufgrund seiner erweiterten Fakultäten und damit Studienangeboten zur „Princeton University“. Als Dank an den Ort, an dem es solange stand, wurde der Name beibehalten. 1900 wurde die Graduate School eingeführt.
Eine besondere Rolle spielte die Hochschule zur Zeit der amerikanischen Revolution. 1768 wurde der Schotte John Witherspoon Präsident des College. Unter seiner Führung entwickelte sich das College zum pädagogisch wohl fortschrittlichsten Amerikas. Witherspoon führte etwa Geschichte in das Studiencurriculum ein und verbreitete in seinen Vorträgen die Ideen der aufklärerischen Common-Sense-Philosophie. Als sich die Konflikte zwischen den Kolonien und dem englischen Mutterland verschärften, fielen revolutionäre Ideen in Princeton so auf geistigen Nährboden. Witherspoon selbst war 1776 einer der Unterzeichner der Unabhängigkeitserklärung, und viele seiner Studenten zählten zu den führenden Persönlichkeiten der Revolutionszeit und der frühen Republik, so etwa aus der Abschlussklasse von 1771 James Madison, Gunning Bedford, Jr., Philip Freneau und Hugh Henry Brackenridge, aus der Klasse von 1772 Aaron Burr, Aaron Ogden, Henry Lee und William Bradford. Beim Verfassungskonvent der Vereinigten Staaten 1787 fanden sich unter den 55 Delegierten neun Princeton-Absolventen, Yale und William & Mary stellten nur vier, Columbia und Harvard drei.

## Organisation

### Campus
Der Campus, der sich über 200 Hektar Land erstreckt, bietet eine Fülle von Gebäuden im neugotischen Stil, viele von ihnen sind über 200 Jahre alt. Einige neuere Bauten sind im Stil moderner Architektur errichtet worden, und eine Vielzahl von Skulpturen befindet sich auf dem Campus.
Die Mehrzahl der Studenten lebt auf dem Campus. In höheren Semestern haben die Studenten auch die Möglichkeit, sich ihre eigene Wohnung zu suchen. Da die Mieten in Princeton jedoch sehr hoch sind, sehen viele davon ab. In ihrer Freizeit können die Studenten eine Vielzahl von Freizeitangeboten nutzen: Die Universität Princeton hat eigene Schwimmhallen und Tennisplätze, auch ein eigener See gehört der Universität.

### Fakultäten
Die Lehre für Studiengänge mit Studienziel Bachelor ist in 34 Fachbereiche organisiert. Es gibt den Abschluss Bachelor of Arts (A.B.) oder Bachelor of Science in Engineering (B.S.E.).
Jenseits des Bachelor können die Abschlüsse Master of Arts, Master of Architecture (M.Arch.), Master of Engineering (M.Eng.), Master in Finance (M.Fin.), Master of Science in Engineering (M.S.E.), Master of Science (in Chemie, M.S.), Master in Public Affairs (M.P.A.), Master in Public Policy (M.P.P.) und Master in Public Affairs and Urban and Regional Planning (M.P.A.-U.R.P.) erreicht werden. Der Doktortitel wird von allen Fachbereichen vergeben. Professoren werden nicht zum Forschen freigestellt, sondern müssen immer auch lehren.
Obwohl Princeton zu den führenden Elite-Hochschulen der USA gehört, gibt es keine School of Law. Diese Tatsache ist oft unbekannt, auch in Filmen und Serien wird oftmals auf elitäre Jurastudenten aus Princeton Bezug genommen, obwohl diese gar nicht existieren (zum Beispiel Der Prinz von Bel-Air).

### Zulassung der Studenten
Princeton folgt einer Zulassungspolitik, bei der die Zahlungskraft der Bewerber ignoriert wird. Etwaige Differenzen zu den sehr hohen Studiengebühren zahlt die Universität in Form von Stipendien aus ihrem eigenen Kapitalstock. Etwa 60 % der Studienanfänger des Jahres 2012 erhielten finanzielle Unterstützung durch die Universität, die im Schnitt 28.930 US-Dollar (66,6 % der Gesamtkosten von 43.425 US-Dollar) pro Jahr beträgt. Trotz dieser Zulassungspolitik, welche auch Kindern von Eltern unterer Einkommensschichten ein Studium an der renommierten Universität ermöglicht, wird ein großer Teil der Studentenschaft von Kindern aus wohlhabenden Familien gebildet. Derzeit sind ca. 10 % der Studenten Kinder von Princeton-Alumni.

## Sehenswürdigkeiten auf dem Campus
Das Princeton University Art Museum, das eigene Kunstmuseum der Princeton-Universität, vermittelt einen Eindruck von ihrem Reichtum: Es enthält Werke von vielen berühmten Künstlern, unter ihnen Claude Monet und Andy Warhol. Die Universität hat eine bedeutende Bibliothek, an welche die Scheide Library angeschlossen ist.

## Sport
Die Sportteams sind die Tigers. Die Hochschule ist Mitglied in der Ivy League. Das Maskottchen der Universität ist ein Tiger, und die Schulfarben sind Orange und Schwarz.
Als Princeton offense wird eine an der Princeton University entwickelte Basketball-Strategie bezeichnet.

## Nobelpreisträger
- John Bardeen (1908–1991) – zweimaliger Nobelpreisträger (Physik 1956 und 1972)
- Gary Becker (1930–2014) – Nobelpreisträger (Wirtschaft 1992)
- Arthur Holly Compton (1892–1962) – Nobelpreisträger (Physik 1927)
- Clinton Davisson (1881–1958) – Nobelpreisträger (Physik 1937)
- Angus Deaton (* 1945) – Nobelpreisträger (Wirtschaft 2015)
- Albert Einstein (1879–1955) – Nobelpreisträger (Physik 1921), erhielt die Ehrendoktorwürde der Universität und lehrte dort ab 1932
- Richard Feynman (1918–1988) – Nobelpreisträger (Physik 1965)
- Robert Hofstadter (1915–1990) – Nobelpreisträger (Physik 1961)
- James Heckman (* 1944) – Nobelpreisträger (Wirtschaft 2000)
- Paul Krugman (* 1953) – Ökonom und Schriftsteller, Nobelpreisträger (Wirtschaft 2008)
- Mario Vargas Llosa (1936–2025) – Schriftsteller, Nobelpreisträger (Literatur 2010)
- Thomas Mann (1875–1955) – deutscher Schriftsteller, Nobelpreisträger (Literatur 1929)
- Edwin McMillan (1907–1991) – Nobelpreisträger (Chemie 1951)
- Toni Morrison (1931–2019) – Schriftstellerin, Nobelpreisträgerin (Literatur 1993)
- John Forbes Nash Jr. (1928–2015) – Nobelpreisträger (Wirtschaft 1994) für das Nash-Gleichgewicht
- Eugene O’Neill (1888–1953) – Nobelpreisträger (Literatur 1936)
- James Peebles (* 1935) – Nobelpreisträger (Physik 2019)
- Richard E. Smalley (1943–2005) – Nobelpreisträger (Chemie 1996)
- A. Michael Spence (* 1943) – Nobelpreisträger (Wirtschaft 2001)
- Steven Weinberg (1933–2021) – Nobelpreisträger (Physik 1979)
- Eugene Paul Wigner (1902–1995) – Nobelpreisträger (Physik 1963)

## Persönlichkeiten mit Beziehungen zur Universität
Die Princeton University zählt aufgrund ihres erheblichen internationalen Renommees eine Vielzahl von Denkern aus aller Welt als Alumni:

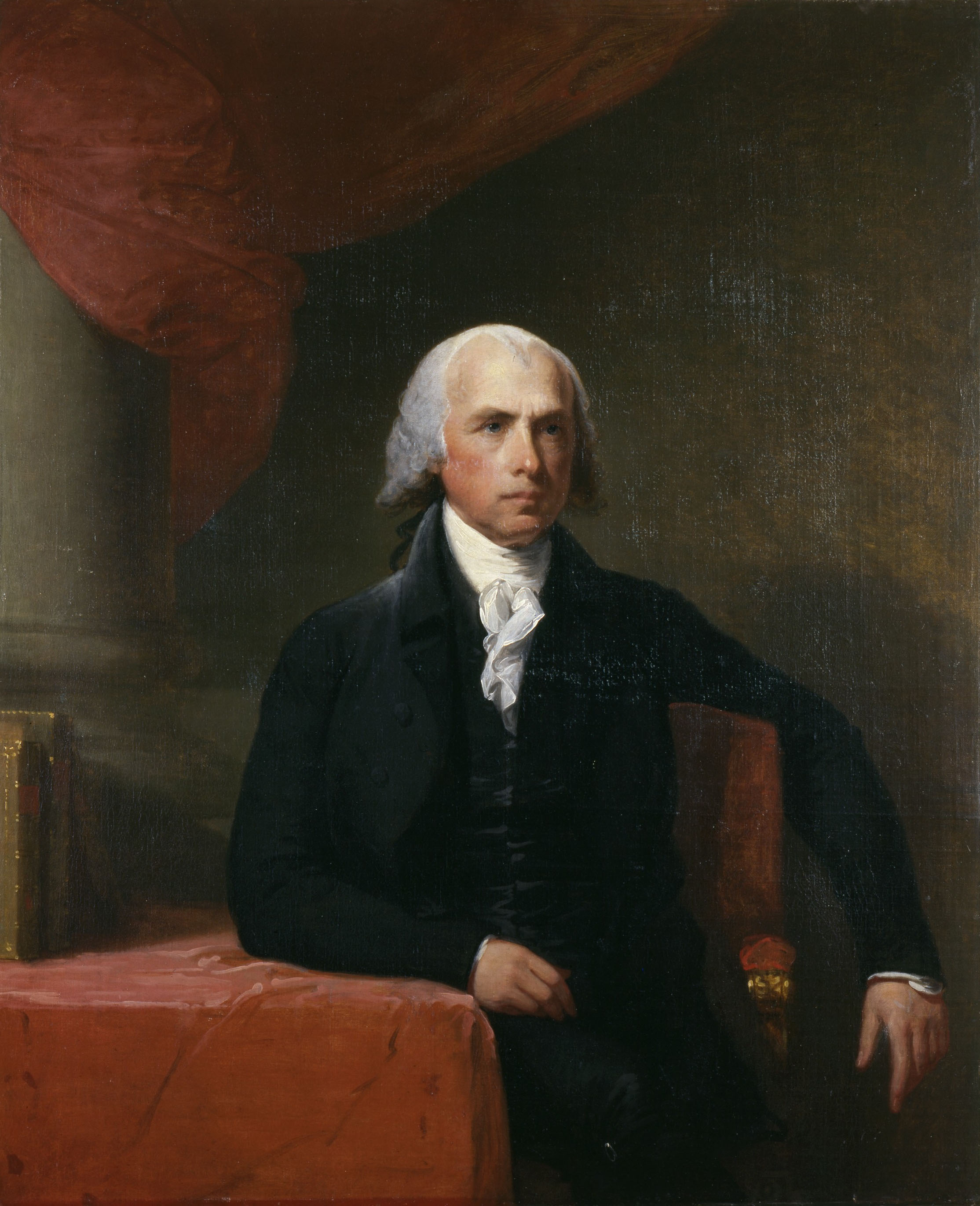
James Madison, US-Präsident
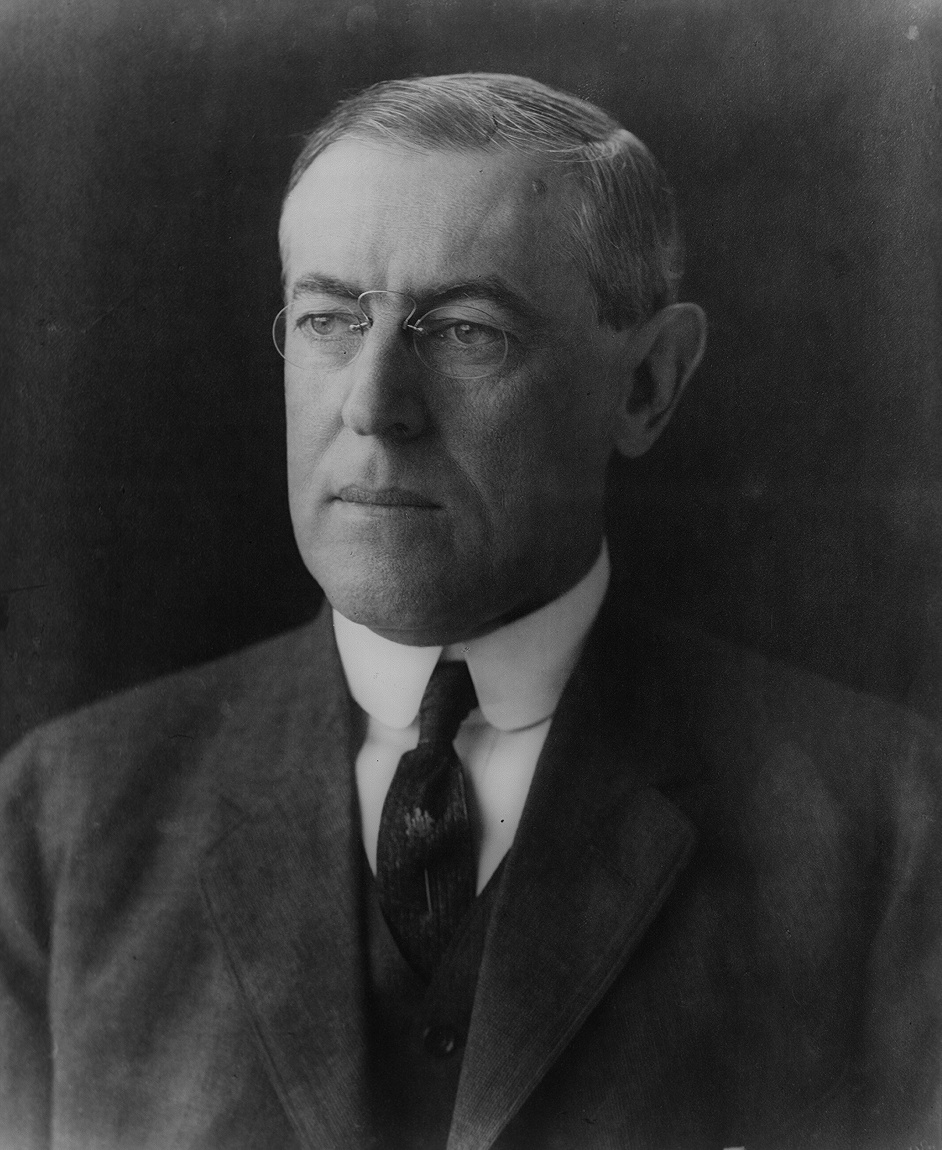
Woodrow Wilson, US-Präsident
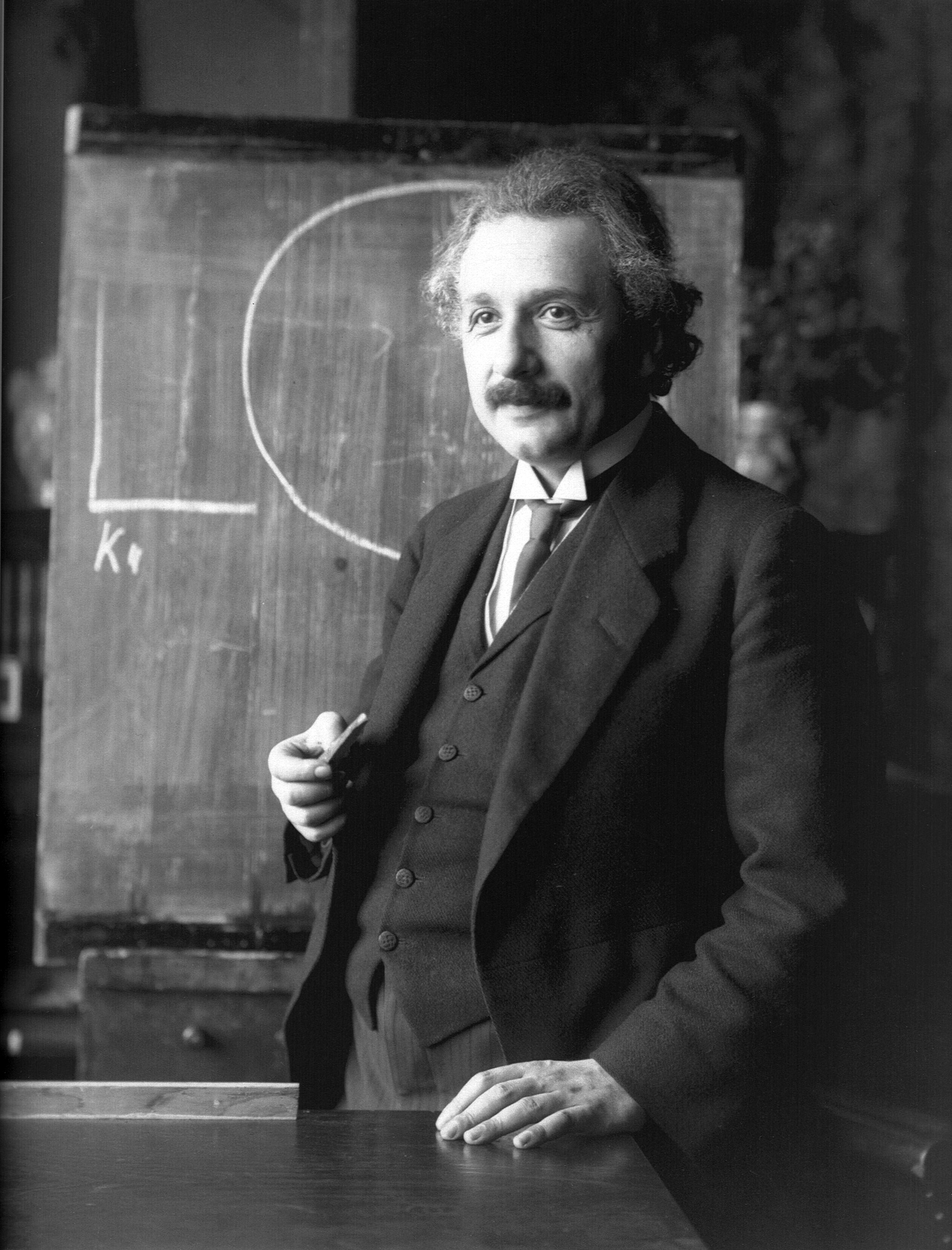
Albert Einstein, Physiker und Nobelpreisträger
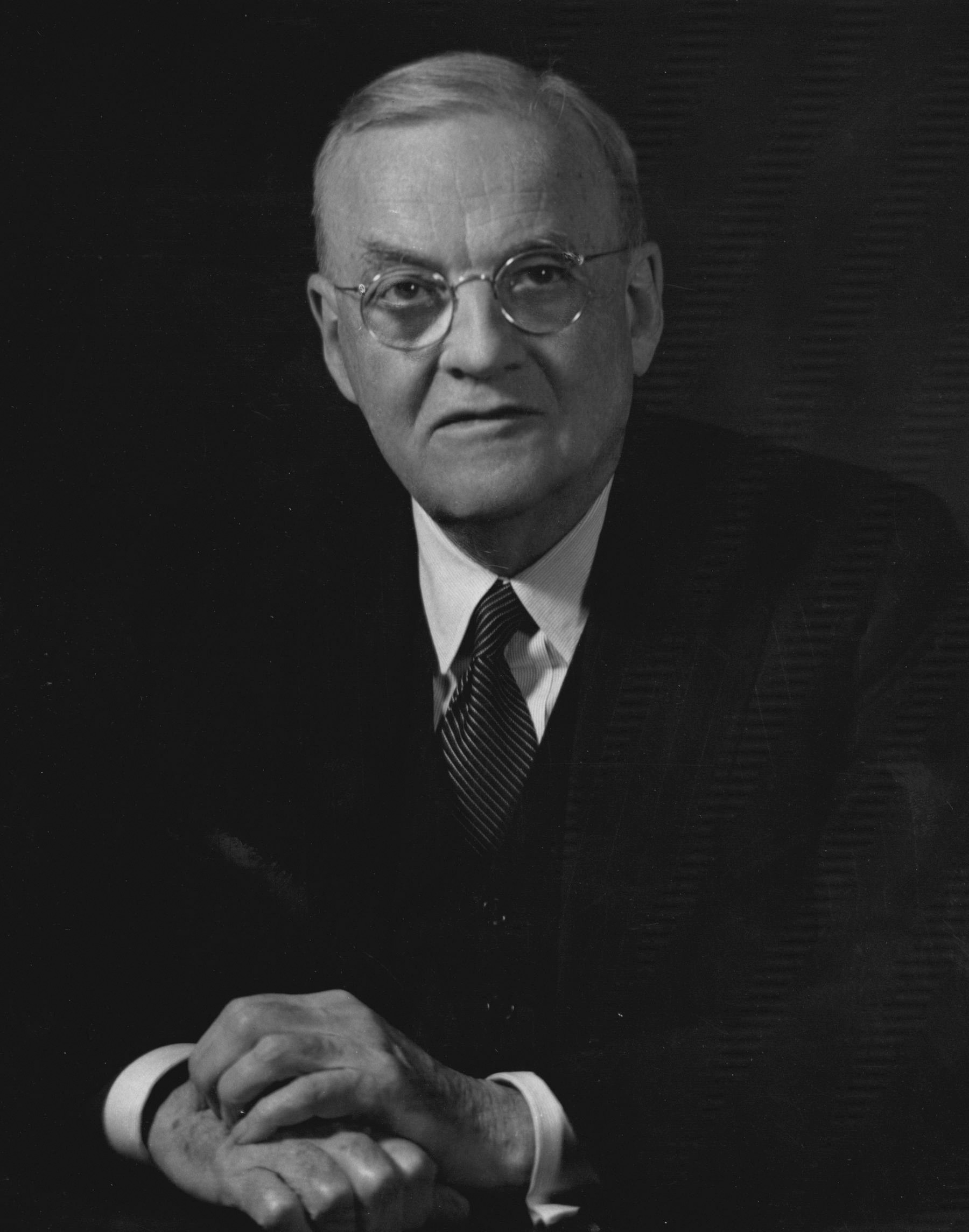
John Foster Dulles, ehemaliger US-Außenminister
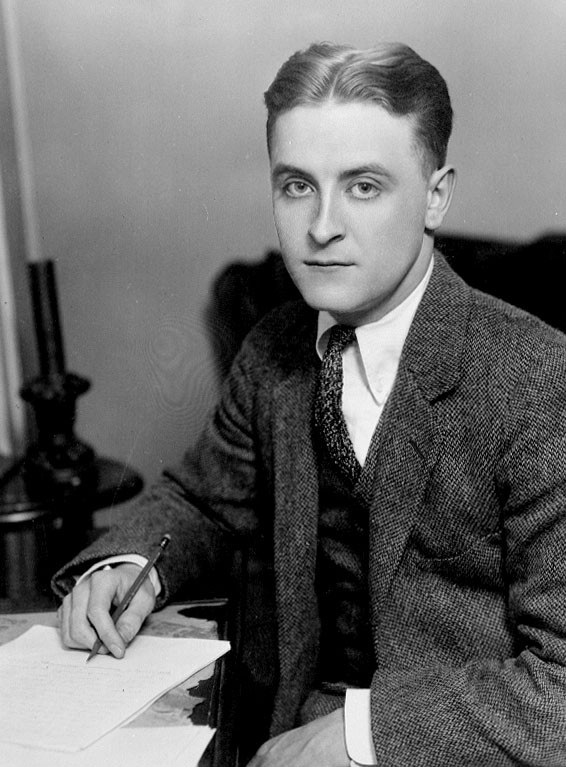
F. Scott Fitzgerald, Schriftsteller
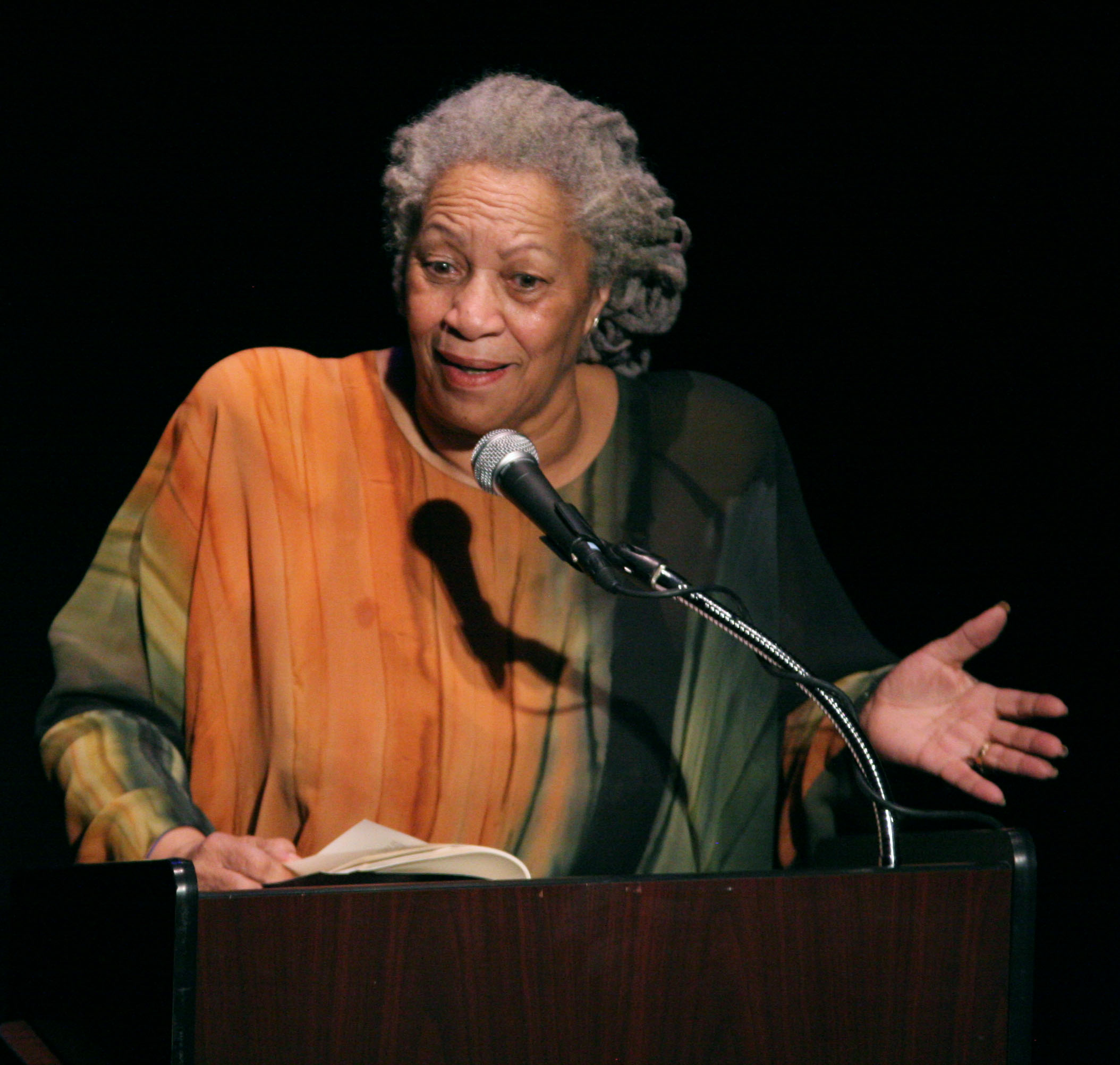
Toni Morrison, Schriftstellerin und Nobelpreisträgerin
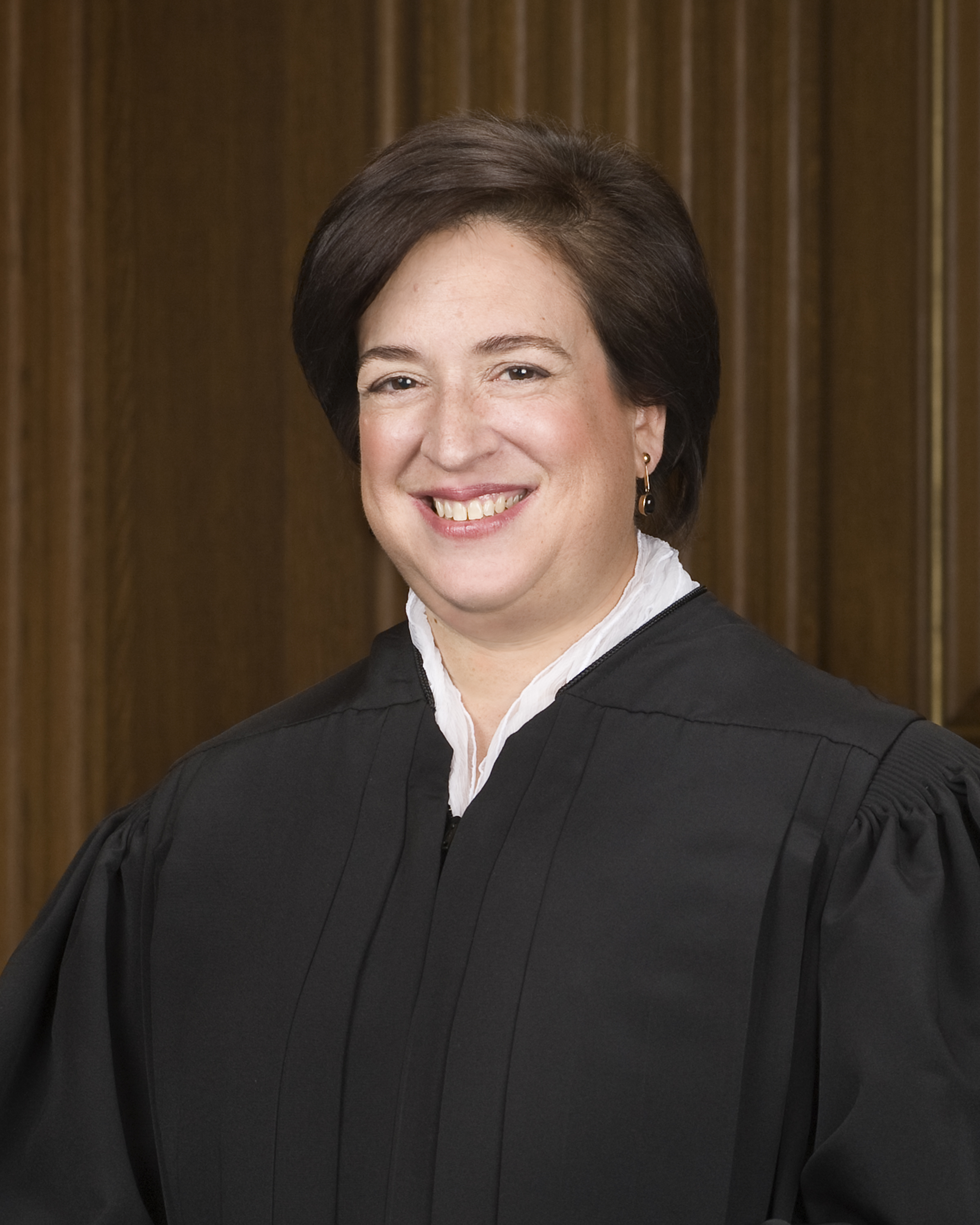
Elena Kagan, Richterin am Obersten Gerichtshof
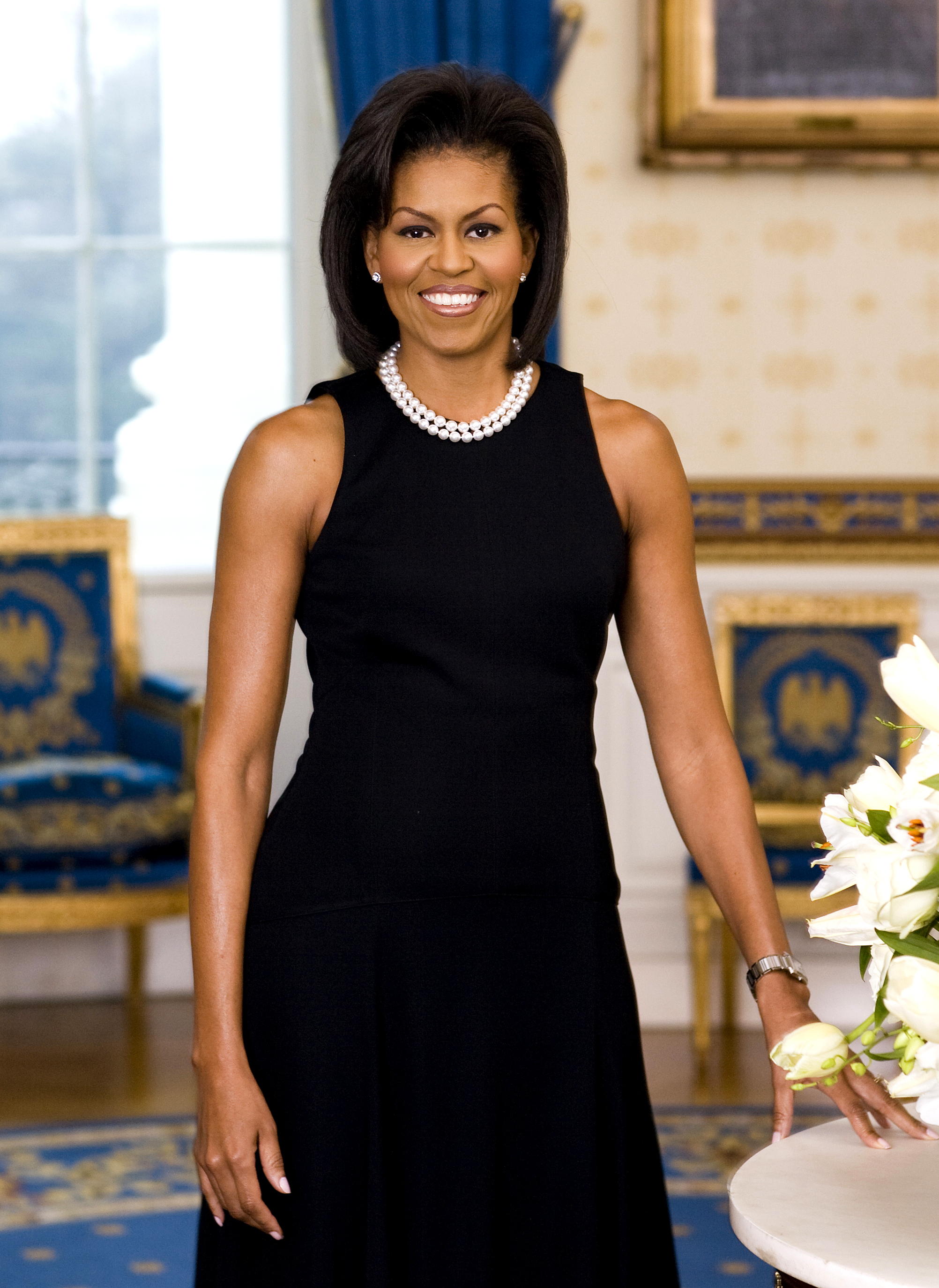
Michelle Obama, ehemalige First Lady
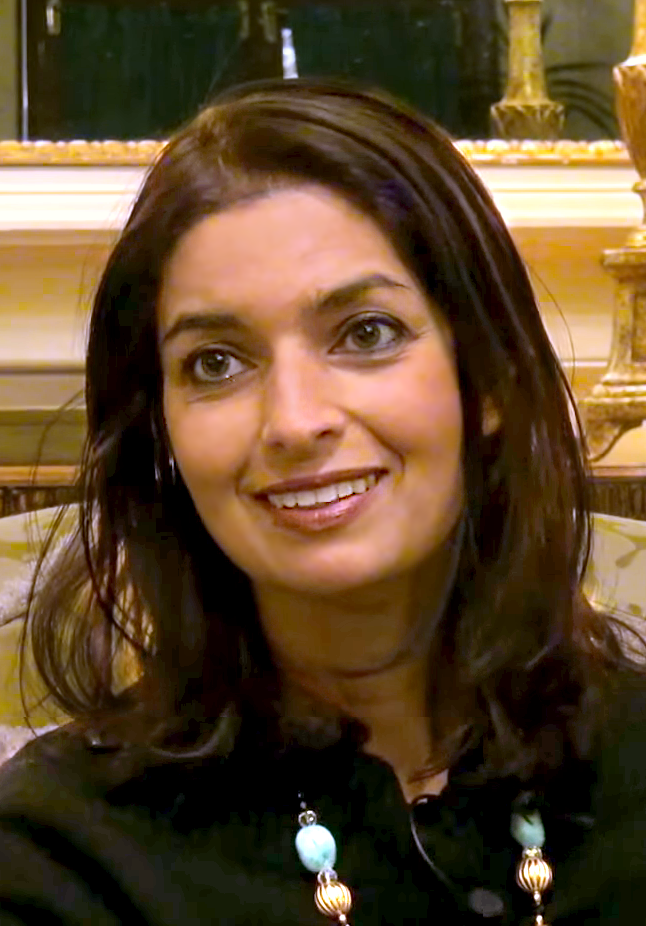
Jhumpa Lahiri, Pulitzer-Preis-Gewinnerin

- Hannah Arendt (1906–1975) – politische Theoretikerin; erste Frau mit Professur in Princeton (Gastprofessur für ein Semester 1959)
- Hobey Baker (1892–1918) – Eishockeyspieler
- Meredith Michaels-Beerbaum (* 1969) – Springreiterin
- James Baker (* 1930) – Minister unter US-Präsident George H. W. Bush
- Ben Bernanke (* 1953) – Chef der US-Zentralbank Federal Reserve Bank
- Jeff Bezos (* 1964) – Gründer von Amazon.com
- Manjul Bhargava (* 1974) – Mathematiker, Fields-Medaille 2014
- Julian Bigelow (1913–2003) – Ingenieur, Computer-Pioneer
- W. Michael Blumenthal (* 1926) – US-Finanzminister unter Jimmy Carter und Direktor des Jüdischen Museums Berlin
- Bill Bradley (* 1943) – ehemaliger Basketball-Star, Mitglied der Basketball Hall of Fame, ehemaliger US-Senator
- Aaron Burr (1756–1836) – Vize-Präsident der Vereinigten Staaten unter Thomas Jefferson
- Dean Cain (* 1966) – Schauspieler, spielte Superman in der Fernsehserie Lois and Clark
- Heliane Canepa (* 1948) – Unternehmerin
- Frank Carlucci (1930–2018) – Verteidigungsminister unter Ronald Reagan
- Rudolf Carnap (1891–1970) – Philosoph
- Alonzo Church (1903–1995) – Mathematiker, einer der Begründer der theoretischen Informatik
- William Colby (1920–1996) – Direktor der Central Intelligence Agency (CIA)
- John Horton Conway (1937–2020) – Mathematiker
- Ingrid Daubechies (* 1954) – Mathematikerin
- Martin Davis (1928–2023) – Logiker
- Kemal Derviş (1949–2023) – Vizepräsident der Weltbank 1996–2001, türkischer Finanz- und Wirtschaftsminister 2001 bis 2002
- David Duchovny (* 1960) – Schauspieler, bekannt für seine Rolle in der Fernsehserie Akte X
- John Foster Dulles (1888–1959) – Politiker und ehem. US-Außenminister
- Richard Exner (1929–2008) – Literaturwissenschaftler und Lyriker
- Jim Flaherty (1949–2014) – Finanzminister
- Gerd Faltings (* 1954) – Mathematiker, Fields-Medaille 1986, Beweis der Mordellschen Vermutung
- José Ferrer (1912–1992) – Träger des Academy Award und des Tony Award
- Joschka Fischer (* 1948) – ehemaliger deutscher Außenminister und Vizekanzler (Gastdozentur)
- F. Scott Fitzgerald (1896–1940) – Autor
- Malcolm Forbes (1919–1990), Steve Forbes (* 1947) – Herausgeber des Forbes Magazin
- Alice Cooney Frelinghuysen (* 1954) – Kunsthistorikerin, Museumskuratorin
- Clifford Geertz (1926–2006) – US-amerikanischer Ethnologe. Er gilt als bedeutendster Vertreter der interpretativen Ethnologie
- Kurt Gödel (1906–1978) – Mathematiker und Logiker
- John Hopfield (* 1933) – Physiker, Molekularbiologe, Neurowissenschaftler
- Carl Icahn (* 1936) – Milliardär und Investor
- Julian Jaynes (1920–1997) – Psychologe und Autor des Werks The Origin of Consciousness in the Breakdown of the Bicameral Mind
- Robert E. Kahn (* 1938) – einer der Miterfinder des TCP/IP-Protokolls
- George F. Kennan (1904–2005) – Botschafter
- John F. Kennedy (1917–1963) – US-Präsident, wurde nach seinem ersten Jahr wegen Gelbsucht exmatrikuliert
- Brian W. Kernighan (* 1942) – Mit-Entwickler der Programmiersprachen awk und C, Ko-Autor von The C Programming Language
- Nina L. Khrushcheva (* 1962) – Enkelin des früheren Regierungschefs der UdSSR Nikita Sergejewitsch Chruschtschow, Professorin an der New School University, New York
- Stefan Kozinski (1953–2014) – Komponist, Dirigent, Arrangeur, Pianist
- Saul Kripke (1940–2022) – Philosoph
- Henry Lee III („Lighthorse Harry“) (1756–1818) – Vater von Robert E. Lee
- Bernard Lewis (1916–2018) – britischer Historiker und Doyen der Islamwissenschaft, lehrte bis 1986 am Department for Near Eastern Studies
- David Kellogg Lewis (1941–2001) – Philosoph
- James Madison (1751–1836) – ehem. Präsident der Vereinigten Staaten

- Mike Moore (* 1984) – Eishockeyspieler
- Oskar Morgenstern (1902–1977) – Mitbegründer der Spieltheorie
- Ralph Nader (* 1934) – Verbraucheranwalt und Vertreter des Konsumerismus
- Joyce Carol Oates (* 1938) – amerikanische Autorin
- Michelle Obama (* 1964) – Ehefrau des 44. US-Präsidenten Barack Obama
- J. Robert Oppenheimer (1904–1967) – theoretischer Physiker und Leiter des Manhattan-Projekts
- Max Otte (* 1964) – Deutsch-US-amerikanischer Ökonom
- John von Neumann (1903–1957) – Chemie-Ingenieur, Mathematiker und Physiker
- George Parros (* 1979) – Eishockeyspieler
- David Petraeus (* 1952) – General der US Army und ehemaliger CIA-Direktor
- David Remnick (* 1958) – New Yorker Journalist
- Neil Leon Rudenstine – ehemaliger Präsident der Harvard University
- Donald Rumsfeld (1932–2021) – Verteidigungsminister unter George W. Bush
- George Rupp – ehem. Präsident der Columbia University
- Jonathan Safran Foer (* 1977) – Schriftsteller
- Paul Sarbanes (1933–2020) – US-Senator
- George Shultz (1920–2021) – US-Außenminister unter Ronald Reagan
- Charles Schwab (* 1937) – US-Unternehmer
- Harold Tafler Shapiro (* 1935) – ehem. Präsident der Princeton University
- Brooke Shields (* 1965) – Schauspielerin
- Ruth J. Simmons (* 1945) – erste weibliche sowie erste schwarze Präsidentin einer Ivy-League-Universität (Brown University)
- Peter Singer (* 1946) – Philosoph
- Sonia Sotomayor (* 1954) – Richterin am Supreme Court
- Diane Souvaine (* 1954) – Mathematikerin, Informatikerin und Hochschullehrerin
- James Stewart (1908–1997) – Schauspieler
- Donna Strickland (* 1959) – Nobelpreisträgerin der Physik
- Peter Szondi (1929–1971) – Literaturwissenschaftler (Gastdozentur 1965)
- Terence Tao (* 1975) – Mathematiker
- Robert Tarjan (* 1948) – Informatiker, Erfinder einer Vielzahl von Algorithmen der Graphentheorie, Gewinner des Turing-Preises (1986)
- Shirley M. Tilghman (* 1946) – Präsidentin der Princeton University von 2001 bis 2013
- Alan Turing (1912–1954) – Pionier der Informatik, Erfinder der Turingmaschine und des Turing-Tests
- Katrina vanden Heuvel (* 1959) – Chefredakteurin der The Nation
- Paul Volcker (1927–2019) – Vorgänger von Alan Greenspan als Chairman der US-Notenbank
- Cornel West (* 1953) – Intellektueller afroamerikanischer Herkunft
- Meg Whitman (* 1956) – Vorstandsvorsitzende von Hewlett Packard (lange Zeit auch von Ebay)
- Thornton Wilder (1897–1975) – Autor von Our Town, uraufgeführt in Princeton
- Andrew Wiles (* 1953) – Mathematiker, der den großen fermatschen Satz bewies
- Robert R. Wilson (1914–2000) – Elektrotechniker, Physiker, Mitarbeit an der Atombombe
- Woodrow Wilson (1856–1924) – ehem. Präsident der Vereinigten Staaten, ehem. Präsident der Princeton University
- Edward Witten (* 1951) – Mathematiker, Physiker
- Sheldon Wolin (1922–2015) – Politikwissenschaftler
- Wentworth Miller (* 1972) – Schauspieler
- Nūr von Jordanien (* 1951) – vierte Frau des Königs Hussein I. bin Talal von Jordanien